# Respect the Rock America
Respect the Rock America är en split-CD med rockbanden The Hellacopters och Gluecifer från 1999. Den var uppföljaren till skivan Respect the Rock från 1997 med samma band.

## Låtlista
1. The Hellacopters: American Ruse (MC5)
2. The Hellacopters: Working For MCA (Lynyrd Skynyrd)
3. The Hellacopters: A Man And A Half (Wilson Pickett)
4. The Hellacopters: Her Strut (Bob Seger)
5. The Hellacopters: Doggone Your Bad-Luck Soul
6. Gluecifer: Gary O'Kane
7. Gluecifer: Shitty City
8. Gluecifer: My Card Says Typhoon Killer
9. Gluecifer: No God Damn Phones
10. Gluecifer: Going Down

Alla The Hellacopters låtar finns även på skivan Doggone Your Bad-Luck Soul.